# Europa-Fira (metropolitana di Barcellona)
Europa | Fira è una stazione della Linea 8 e Linea 9 Sud della metropolitana di Barcellona e delle linee S4, S8, S33, R5 ed R6 della Linea Llobregat-Anoia, operate da  FGC. La stazione è situata nel comune di Hospitalet de Llobregat lungo l'Avinguda de la Gran Via, sotto Plaça Europa.
L'attuale stazione fu inaugurata nel 2007 come nuova fermata tra Ildefons Cerdà e Gornal.

## Accessi
- Plaça Europa (Hospitalet de Llobregat)